# Gainsborough (circonscription britannique)
Pour les articles homonymes, voir Gainsborough.

La circonscription dans le Lincolnshire.

La circonscription de Gainsborough est une circonscription électorale anglaise située dans le Lincolnshire et représentée à la Chambre des communes du Parlement britannique.